# Pardosa profuga
Pardosa profuga là một loài nhện trong họ Lycosidae.
Loài này thuộc chi Pardosa. Pardosa profuga được Ottó Herman miêu tả năm 1879.